# Kim Hee-ae
Kim Hee-ae (sinh ngày 23 tháng 4 năm 1967) là một nữ diễn viên Hàn Quốc. Cô được biết đến với các vai chính trong những bộ phim truyền hình Hàn Quốc như Con trai và Con gái (1992), Tình yêu hoàn hảo (2003), Người tình của chồng tôi (2007), Người vợ đáng thương (2012), Tình yêu bị cấm đoán (2014), và Thế giới hôn nhân (2020). Cô từng nhận được nhiều giải thưởng diễn xuất trong đó có 2 Giải thưởng lớn (Daesang) và 4 giải Nữ diễn viên chính xuất sắc (phim truyền hình) tại Lễ trao giải Nghệ thuật Baeksang.

## Thời thơ ấu
Kim Hee Ae sinh năm 1967 tại thành phố Jeju, và sau đó gia đình cô chuyển đến Seoul.
Khi Kim Hee Ae đang là một học sinh năm nhất tại trường trung học nữ Hyehwa, em trai của một giáo viên làm việc cho một công ty quảng cáo lúc tình cờ ghé thăm trường đã phát hiện ra cô. Cô đã nhận được công việc đầu tiên là làm người mẫu quảng cáo cho một nhãn hiệu đồng phục học sinh.

## Sự nghiệp

### 1983 - 2003: Vai diễn đầu tiên và vụt sáng thành ngôi sao
Năm 1983, Kim Hee Ae lần đầu tiên tham gia diễn xuất trong bộ phim The First Day of the Twentieth Year. Khi đang theo học tại Đại học Chung-Ang chuyên ngành Sân khấu Điện ảnh, cô đã có vai diễn truyền hình đầu tiên trên đài KBS năm 1986. Trong thập kỷ tiếp theo, cô tiếp tục có một sự nghiệp thành công trên truyền hình Hàn Quốc, cùng với các nữ diễn viên hàng đầu Chae Shi-ra và Choi Jin-sil. Những tác phẩm đáng chú ý nhất của cô trong giai đoạn này là Beyond the Mountains (1991) và Con trai và Con gái (1992), cô đã giành được giải thưởng cao nhất Daesang ("Giải thưởng lớn") tại Giải thưởng phim truyền hình MBC và Giải thưởng nghệ thuật Baeksang.

### 2003 - 2009: Những bộ phim truyền hình ăn khách
Kim Hee Ae một lần nữa nhận được nhiều sự tán dương vào năm 2003 cho hai bộ phim truyền hình ăn khách liên tiếp. Trong phim Wife, cô đóng người vợ có chồng biến mất nhiều năm sau đó xuất hiện trở lại với một gia đình khác và hoàn toàn mất hết ký ức, còn trong Tình yêu hoàn hảo (do Kim Soo-hyun biên kịch), cô vào vai một người vợ người mẹ hoàn hảo mắc chứng bệnh nan y, vai diễn đã mang lại cho cô giải Daesang thứ hai tại Giải thưởng nghệ thuật Baeksang. Sau đó, Kim Hee Ae tiếp tục hợp tác với biên kịch Kim Soo Hyun trong Gia đình quý giá, với vai diễn một người phụ nữ được gả vào gia đình giàu có nhưng bị đối xử tệ bạc vì cô sinh ra một đứa con mắc chứng tự kỷ. Tác phẩm tiếp theo sau đó của Kim Hee Ae là melodrama Hoa tuyết.
Lần hợp tác thứ ba của Kim Hee Ae với biên kịch Kim Soo-hyun là bộ phim truyền hình Người tình của chồng tôi năm 2007, nhưng trái với những nhân vật thánh thiện trước đây của cô, Kim Hee Ae đã vào vai một người phụ nữ gợi cảm, trần tục và đã ngoại tình với chồng của người bạn thân nhất của mình. Bộ phim về chủ đề ngoại tình này đã bùng nổ với tỷ lệ người xem cao nhất là 38,7%, và Kim Hee Ae một lần nữa giành giải Daesang tại Giải thưởng phim truyền hình Hàn Quốc và Giải thưởng phim truyền hình SBS.

### 2010 - 2012: Tạm ngừng đóng phim để tập trung cho quảng cáo và tạp chí
Kim Hee Ae đã tạm ngừng đóng phim một thời gian ngắn, thay vào đó cô liên tục xuất hiện trên các quảng cáo và tạp chí, và nổi tiếng là một biểu tượng phong cách cho phụ nữ trung niên Hàn Quốc (được gọi là"ajumma") bằng cách truyền cảm hứng cho họ mặc quần áo trẻ trung và sắc sảo hơn. Kim Hee Ae trở lại diễn xuất bốn năm sau đó với Vòng Xoáy Tham Vọng, trong vai một người thừa kế chaebol giàu có đem lòng yêu một luật sư trẻ. Cô lại tiếp tục giành giải Nữ diễn viên xuất sắc nhất tại Giải thưởng nghệ thuật Baeksang khi đóng vai một người vợ sống cùng người chồng mắc chứng ám ảnh và nảy sinh tình cảm với nha sĩ của con trai mình trong Người vợ đáng thương, một trong những bộ phim truyền hình đầu tiên do kênh truyền hình cáp jTBC sản xuất năm 2012.

### 2013 - hiện tại: Trở lại màn ảnh rộng và tiếp tục thành công
Năm 2013, Kim Hee Ae tham gia với tư cách thành viên cố định trong chương trình thực tế Chị gái đẹp hơn hoa, cùng với Youn Yuh-jung, Kim Ja-ok, Lee Mi-yeon và Lee Seung-gi đi du lịch bụi quanh Croatia và Thổ Nhĩ Kỳ.
Năm 2014, Kim Hee Ae trở lại màn ảnh rộng sau 21 năm vắng bóng trong Án mạng học đường, bộ phim chuyển thể từ tiểu thuyết Elegant Lies của Kim Ryeo-ryeong xoay quanh chủ đề bắt nạt tuổi teen dẫn đến sự tự tử của một bé gái. Kim Hee Ae cho biết cô đã nhận dự án này vì kịch bản"hoàn hảo"và cô cảm thấy đồng cảm với các nhân vật, và một lời bình mô tả diễn xuất của cô là "xuất sắc trong vai trò người mẹ thống khổ [...] không quá phô trương nhưng cảm động và chân thành." 
Không lâu sau đó, Kim Hee Ae đã tái hợp với biên kịch và đạo diễn của Người vợ đáng thương trong Tình yêu bị cấm đoán, nội dung phim kể về một giám đốc sáng tạo nghệ thuật nảy sinh mối tình cuồng nhiệt với một nghệ sĩ piano nghèo nhưng tài năng thua cô 20 tuổi.
Vai diễn tiếp theo của cô là nàng thơ của nhóm nhạc dân ca Twin Folio trong bộ phim tiểu sử Nàng thơ của ngày hôm qua năm 2015, phim được đặt theo tên của một phòng âm nhạc ở thành phố Nott-dong nổi tiếng vào những năm 1970 và 1980 cho các buổi biểu diễn trực tiếp. Cô trở lại màn ảnh nhỏ với bộ phim truyền hình cảnh sát Quý bà cảnh sát, vào vai nữ đội trưởng của đội trọng án phải vật lộn để trở thành một người mẹ tốt.
Năm 2016, Kim Hee Ae ký hợp đồng với YG Entertainment. Cùng năm đó, cô đóng vai chính trong bộ phim tình cảm hài hước Tình yêu cuối cùng.
Kim Hee Ae sau đó trở lại màn ảnh rộng trong bộ phim kinh dị tâm lý Xác chết trở về  và phim chính kịch Chuyện cô ấy, dựa trên câu chuyện có thật về những phụ nữ Hàn Quốc bị bắt làm nô lệ tình dục và phụ nữ giải khuây cho lính Nhật trong Thế Chiến II. Năm 2019, cô được chọn tham gia bộ phim tình cảm lãng mạn Yoon Hee thân yêu.
Năm 2020, Kim Hee Ae đóng vai chính trong bộ phim truyền hình ăn khách Thế giới hôn nhân, phiên bản làm lại của loạt phim truyền hình Anh quốc Doctor Foster. Bộ phim đã trở thành phim truyền hình có rating cao nhất trong lịch sử truyền hình cáp Hàn Quốc. Kim Hee Ae đã nhận được nhiều lời phê bình tích cực cho diễn xuất của cô với vai diễn Ji Sun Woo.

## Đời  tư
Kim Hee Ae kết hôn với Lee Chan Jin, CEO của cổng thông tin web DreamWiz, vào năm 1996. Họ có hai con trai. Kim Hee Ae là người theo đạo Công giáo La Mã và là một trong ba mươi người nổi tiếng theo đạo Công giáo xuất hiện trong video âm nhạc năm 2014 cho đĩa đơn kỹ thuật số "Koinonia" để kỷ niệm chuyến viếng thăm của Đức Giáo hoàng Phanxicô tới Hàn Quốc, vị giáo hoàng đầu tiên đến thăm châu Á trong vòng 19 năm trở lại đây.

## Sự nghiệp phim ảnh

### Điện ảnh
| Năm  | Tên tiếng Anh                       | Tên tiếng Việt            | Tiêu đề gốc   | Vai diễn               |
| ---- | ----------------------------------- | ------------------------- | ------------- | ---------------------- |
| 1983 | The First Day of the Twentieth Year |                           | 해 첫째       |                        |
| 1985 | Reminiscent Flame                   |                           | 불의 회상     |                        |
| 1985 | My Love Jjang-gu                    |                           | 내 и          | Mi-hye                 |
| 1987 | The Hero Comes Back                 |                           | 돌아          | Young-mi               |
| 1993 | The 101st Proposition               |                           | 101 번째      | Jung-won               |
| 2014 | Thread of Lies                      | Án mạng học đường         | 우아한 거짓말 | Yoo Hyun-sook          |
| 2015 | C'est Si Bon                        | Nàng thơ của ngày hôm qua | 쎄시봉        | Min Ja-young (40 tuổi) |
| 2018 | The Vanished                        | Xác chết trở về           | 사라진 밤     | Yoon Seol-hee          |
| 2018 | Herstory                            | Chuyện cô ấy              | 허 스토리     | Moon Jeong-sook        |
| 2019 | Moonlit Winter                      | Yoon Hee thân yêu         | 윤희 에게     | Yoon-hee               |
| TBA  | The Moon                            |                           | 더 문         | Moon Young-eun         |

### Truyền hình
| Năm  | Tên tiếng Anh                  | Tựa tiếng Việt           | Tựa gốc                 | Vai diễn              | Kênh |
| ---- | ------------------------------ | ------------------------ | ----------------------- | --------------------- | ---- |
| 1986 | A Woman's Heart                |                          | 여심                    | Song Da-young         | KBS2 |
| 1987 |                                |                          | 원다풍                  |                       | KBS  |
| 1987 | Mother                         |                          | 어머니                  |                       | KBS2 |
| 1987 | Terms of Endearment            |                          | 애정의 조건             | Kim Won-mi            | KBS2 |
| 1988 | Forget Tomorrow                |                          | 내일 잊으리             | Seo In-ae             | MBC  |
| 1989 | Your Toast                     |                          | 당신의 축배             | Jeon Yeo-ok           | MBC  |
| 1990 | What Do Women Want             |                          | 여자는 무엇으로 사는가  | Cha Young-gun         | MBC  |
| 1990 | Winter Wanderer                |                          | 겨울 나그네             | Da-hye                | KBS  |
| 1990 | 500 Years of Joseon: Daewongun |                          | 조선왕조 오백년: 대원군 | Hoàng hậu Myeongseong | MBC  |
| 1990 | I'm Still Loving You           |                          | 사랑해 당신을           | Wan-joo               | MBC  |
| 1991 | The Beginning of the End       |                          | 이별의 시작             | Jung Hye-jung         | MBC  |
| 1991 | Beyond the Mountains           |                          | 산너머 저쪽             | Kang Myung-ae         | MBC  |
| 1992 | Namok                          |                          | 나목                    | Kyung-ah              | MBC  |
| 1992 | The Kingdom of Anger           |                          | 분노의 왕국             | Min Jae-kyung         | MBC  |
| 1992 | Sons and Daughters             | Con trai và con gái      | 아들과 딸               | Lee Hoo-nam           | MBC  |
| 1993 | The Stormy Season              |                          | 폭풍의 계절             | Lee Hong-joo          | MBC  |
| 1994 | Kareisky                       |                          | 까레이스키              | Sung Nam-young        | MBC  |
| 1995 | Love and Marriage              |                          | 사랑과 결혼             | Yoon Soo-bin          | MBC  |
| 1995 | Love Formula                   |                          | 연애의 기초             | Choi Jeong-hee        | MBC  |
| 1999 | You're One-of-a-Kind           |                          | 하나뿐인 당신           | Jang Seo-young        | MBC  |
| 2003 | Wife                           |                          | 아내                    | Kim Na-young          | KBS2 |
| 2003 | Perfect Love                   | Tình yêu hoàn hảo        | 완전한 사랑             | Ha Young-ae           | SBS  |
| 2004 | Precious Family                | Gia đình quý giá         | 부모님 전상서           | Ahn Sung-sil          | KBS2 |
| 2006 | Snow Flower                    | Hoa tuyết                | 눈꽃                    | Lee Kang-ae           | SBS  |
| 2007 | My Husband's Woman             | Người tình của chồng tôi | 내 남자의 여자          | Lee Hwa-young         | SBS  |
| 2011 | Midas                          | Vòng xoáy tham vọng      | 마이더스                | Yoo In-hye            | SBS  |
| 2012 | How Long I've Kissed           | Người vợ đáng thương     | 아내의 자격             | Yoon Seo-rae          | jTBC |
| 2014 | Secret Affair                  | Tình yêu bị cấm đoán     | 밀회                    | Oh Hye-won            | jTBC |
| 2015 | Mrs. Cop                       | Quý bà cảnh sát          | 미세스 캅               | Choi Young-jin        | SBS  |
| 2016 | Second To Last Love            | Tình yêu cuối cùng       | 끝에서 두번째 사랑      | Kang Min-joo          | SBS  |
| 2020 | The World of the Married       | Thế giới hôn nhân        | 부부의 세계             | Ji Sun-woo            | jTBC |

## Chương trình giải trí
| Năm         | Tên chương trình                                           | Kênh phát sóng | Chú thích          |
| ----------- | ---------------------------------------------------------- | -------------- | ------------------ |
| 1986        | Gayo Stage (가요무대)                                      | KBS            |                    |
| 1988        | Entertainment Weekly (연예가중계)                          | KBS            |                    |
| 1990 - 1991 | Saturday Saturday Is Fun (토요일! 토요일은 즐거워)         | MBC            |                    |
| 1992        | Sunday Night (일밤)                                        | MBC            |                    |
| 1994        | Sunday Night (일밤)                                        | MBC            |                    |
| 1995        | Sunday Night (일밤)                                        | MBC            |                    |
| 1996        | Sunday Night (일밤)                                        | MBC            |                    |
| 2009        | Human Documentary Love (휴먼다큐 사랑)                     | KBS            |                    |
| 2010        | Saturday Across Generations (세대공감 토요일)              | KBS            |                    |
| 2012        | Saturday Across Generations (세대공감 토요일)              | KBS            |                    |
| 2013        | Noona Over Flowers (꽃보다 누나)                           | tvN            | thành viên cố định |
| 2014        | Healing Camp, Aren't You Happy (힐링캠프, 기쁘지 아니한가) | SBS            | tập 129 - 130      |
| 2014        | Entertainment Weekly (연예가중계)                          | KBS            |                    |
| 2014        | MBC Documentary Special (시리즈 M)                         | MBC            |                    |
| 2014        | I Live Alone (나 혼자 산다)                                | MBC            | tập 55             |
| 2014        | Infinite Challenge (무한도전)                              | MBC            | tập 381            |
| 2016        | Infinite Challenge (무한도전)                              | MBC            | tập 474, 480-482   |
| 2016        | Running Man (런닝맨)                                       | SBS            | tập 308            |
| 2018        | Nhật ký của mẹ - Vịt con xấu xí của tôi (미운 우리 새끼)   | SBS            | tập 93-94          |
| 2018        | Access Showbiz Tonight (본격연예 한밤)                     | SBS            | tập 57             |
| 2018        | Access Showbiz Tonight (본격연예 한밤)                     | SBS            | tập 70             |
| 2019        | Access Showbiz Tonight (본격연예 한밤)                     | SBS            | tập 131            |
| 2020        | My Room, Row 1 (방구석1열)                                 | jTBC           | tập 121, 122       |

## Chương trình phát thanh
| Năm  | Tên tiếng Anh                    | Tiêu đề tiếng hàn | Kênh         |
| ---- | -------------------------------- | ----------------- | ------------ |
| 1986 | Popular Music FM with Kim Hee-ae | 김희애 의 FM 인기 | KBS Happy FM |

## Đề cử và giải thưởng
| Năm  | Giải                                                                | Hạng mục                                                      | Phim được đề cử          | Kết quả   | Ref.                 |
| ---- | ------------------------------------------------------------------- | ------------------------------------------------------------- | ------------------------ | --------- | -------------------- |
| 1986 | Giải Phim truyền hình KBS                                           | Nữ diễn viên mới xuất sắc nhất                                | A Woman's Heart          | Đoạt giải |                      |
| 1987 | Our Star Awards                                                     | Nữ diễn viên mới xuất sắc nhất                                | A Woman's Heart          | Đoạt giải |                      |
| 1987 | Giải thưởng nghệ thuật Baeksang lần thứ 23                          | Nữ diễn viên mới xuất sắc nhất (TV)                           | A Woman's Heart          | Đoạt giải |                      |
| 1990 | Giải thưởng phim truyền hình MBC                                    | Diễn xuất xuất sắc nhất, nữ diễn viên                         | Forget Tomorrow          | Đoạt giải |                      |
| 1991 | Giải thưởng phim truyền hình MBC                                    | Diễn xuất xuất sắc nhất, nữ diễn viên                         | Beyond the Mountains     | Đề cử     |                      |
| 1991 | Giải thưởng phim truyền hình MBC                                    | Giải thưởng lớn (Daesang)                                     | Beyond the Mountains     | Đoạt giải |                      |
| 1993 | Giải thưởng phim truyền hình MBC                                    | Giải thưởng lớn (Daesang)                                     | Sons and Daughters       | Đoạt giải |                      |
| 1993 | Giải thưởng phim truyền hình MBC                                    | Diễn xuất xuất sắc nhất, nữ diễn viên                         | Sons and Daughters       | Đề cử     |                      |
| 1993 | Giải thưởng nghệ thuật Baeksang lần thứ 29                          | Giải thưởng lớn (Daesang) truyền hình                         | Sons and Daughters       | Đoạt giải |                      |
| 1993 | Giải thưởng nghệ thuật Baeksang lần thứ 29                          | Nữ diễn viên chính xuất sắc nhất (TV)                         | Sons and Daughters       | Đoạt giải |                      |
| 1993 | TV Journal                                                          | Ngôi sao của năm                                              | —                        | Đoạt giải |                      |
| 1993 | Giải thưởng điện ảnh Rồng Xanh lần thứ 14                           | Nữ diễn viên chính xuất sắc nhất                              | The 101st Proposition    | Đề cử     |                      |
| 1994 | Giải thưởng điện ảnh Daejong lần thứ 32                             | Nữ diễn viên chính xuất sắc nhất                              | The 101st Proposition    | Đề cử     |                      |
| 1994 | Giải thưởng nghệ thuật Baeksang lần thứ 30                          | Nữ diễn viên được yêu thích nhất (TV)                         | The Stormy Season        | Đoạt giải |                      |
| 1994 | Giải thưởng Nhà sản xuất Phát thanh Truyền hình Hàn Quốc lần thứ 6  | Nữ diễn viên chính xuất sắc nhất (TV)                         | Sons and Daughters       | Đoạt giải |                      |
| 1995 | Giải thưởng phim truyền hình MBC                                    | Diễn xuất xuất sắc nhất, nữ diễn viên                         | Love and Marriage        | Đề cử     |                      |
| 1996 | Giải thưởng Nhà sản xuất Phát thanh Truyền hình Hàn Quốc lần thứ 8  | Nữ diễn viên chính xuất sắc nhất (TV)                         | Love and Marriage        | Đoạt giải |                      |
| 2003 | Giải thưởng nghệ thuật Baeksang lần thứ 39                          | Nữ diễn viên chính xuất sắc nhất (TV)                         | Wife                     | Đoạt giải |                      |
| 2003 | Giải Phim truyền hình KBS                                           | Diễn xuất xuất sắc nhất, nữ diễn viên                         | Wife                     | Đề cử     |                      |
| 2003 | Giải thưởng phim truyền hình SBS                                    | Diễn xuất xuất sắc nhất, nữ diễn viên                         | Perfect Love             | Đề cử     |                      |
| 2003 | Giải thưởng phim truyền hình SBS                                    | Top 10 ngôi sao                                               | Perfect Love             | Đoạt giải |                      |
| 2003 | Giải thưởng phim truyền hình SBS                                    | SBSi Award                                                    | Perfect Love             | Đoạt giải |                      |
| 2003 | Giải thưởng Grimae lần thứ 16                                       | Nữ diễn viên chính xuất sắc nhất                              | Perfect Love             | Đoạt giải |                      |
| 2004 | Giải thưởng nghệ thuật Baeksang lần thứ 40                          | Giải thưởng lớn (Daesang) truyền hình                         | Perfect Love             | Đoạt giải |                      |
| 2004 | Giải thưởng nghệ thuật Baeksang lần thứ 40                          | Nữ diễn viên chính xuất sắc nhất (TV)                         | Perfect Love             | Đề cử     |                      |
| 2004 | Giải thưởng Nhà sản xuất Phát thanh Truyền hình Hàn Quốc lần thứ 16 | Nữ diễn viên chính xuất sắc nhất (TV)                         | Perfect Love             | Đoạt giải |                      |
| 2005 | Giải Phim truyền hình KBS                                           | Diễn xuất xuất sắc nhất, nữ diễn viên                         | Precious Family          | Đề cử     |                      |
| 2007 | Giải thưởng Thiết kế và Thời trang Hàn Quốc                         | Trang phục đẹp nhất                                           | —                        | Đoạt giải | [ 39 ]               |
| 2007 | Giải thưởng phim truyền hình Hàn Quốc lần thứ nhất                  | Giải thưởng lớn (Daesang)                                     | My Husband's Woman       | Đoạt giải |                      |
| 2007 | Giải thưởng phim truyền hình SBS                                    | Giải thưởng lớn (Daesang)                                     | My Husband's Woman       | Đoạt giải | [ 40 ]               |
| 2007 | Giải thưởng phim truyền hình SBS                                    | Diễn xuất xuất sắc nhất, nữ diễn viên                         | My Husband's Woman       | Đề cử     | [ 40 ]               |
| 2007 | Giải thưởng phim truyền hình SBS                                    | Top 10 ngôi sao                                               | My Husband's Woman       | Đoạt giải | [ 40 ]               |
| 2008 | Style Icon Awards lần thứ nhất                                      | Style Icon, hạng mục truyền hình                              | My Husband's Woman       | Đoạt giải |                      |
| 2008 | Giải thưởng nghệ thuật Baeksang lần thứ 44                          | Nữ diễn viên chính xuất sắc nhất (TV)                         | My Husband's Woman       | Đề cử     |                      |
| 2011 | Giải thưởng phim truyền hình SBS                                    | Diễn xuất xuất sắc dành cho nữ trong dự án phim đặc biệt      | Midas                    | Đề cử     |                      |
| 2013 | Giải thưởng nghệ thuật Baeksang lần thứ 49                          | Nữ diễn viên chính xuất sắc nhất (TV)                         | How Long I've Kissed     | Đoạt giải |                      |
| 2014 | Giải thưởng điện ảnh Rồng Xanh lần thứ 35                           | Nữ diễn viên chính xuất sắc nhất                              | Thread of Lies           | Đề cử     |                      |
| 2014 | Giải thưởng nghệ thuật Baeksang lần thứ 50                          | Nữ diễn viên chính xuất sắc nhất (điện ảnh)                   | Thread of Lies           | Đề cử     |                      |
| 2014 | Giải thưởng nghệ thuật Baeksang lần thứ 50                          | Fashionista Award                                             | —                        | Đoạt giải |                      |
| 2014 | Savings Day lần thứ 51                                              | Khen thưởng của Tổng thống                                    | —                        | Đoạt giải | [ 41 ]               |
| 2014 | Style Icon Awards lần thứ 7                                         | Top 10 Style Icons                                            | —                        | Đoạt giải | [ 42 ]               |
| 2014 | Giải Phim truyền hình Quốc tế Seoul lần thứ 9                       | Nữ diễn viên chính xuất sắc nhất                              | Secret Love Affair       | Đoạt giải | [ 43 ]               |
| 2014 | Giải thưởng phim truyền hình Hàn Quốc lần thứ 7                     | Diễn xuất xuất sắc nhất, nữ diễn viên                         | Secret Love Affair       | Đề cử     |                      |
| 2014 | Giải Ngôi sao APAN lần thứ 3                                        | Diễn xuất xuất sắc nhất, nữ diễn viên trong miniseries        | Secret Love Affair       | Đoạt giải |                      |
| 2015 | Giải thưởng phim truyền hình SBS                                    | Diễn xuất xuất sắc nhất, nữ diễn viên trong miniseries        | Mrs. Cop                 | Đề cử     |                      |
| 2016 | Giải thưởng phim truyền hình SBS                                    | Diễn xuất xuất sắc nhất, nữ diễn viên trong phim hài lãng mạn | Second to Last Love      | Đề cử     |                      |
| 2018 | Marie Claire Asia Star Awards lần thứ 6                             | Nữ diễn viên của năm                                          | Herstory                 | Đoạt giải | [ 44 ]               |
| 2018 | Giải Điện ảnh Buil lần thứ 27                                       | Nữ diễn viên chính xuất sắc nhất                              | Herstory                 | Đoạt giải | [ 45 ]               |
| 2018 | Giải thưởng điện ảnh Rồng Xanh lần thứ 39                           | Nữ diễn viên chính xuất sắc nhất                              | Herstory                 | Đề cử     | [ 46 ]               |
| 2018 | Liên hoan phim Quốc tế Trung - Hàn lần thứ 2                        | Nữ diễn viên chính xuất sắc nhất                              | Herstory                 | Đoạt giải | [ 47 ]               |
| 2018 | Giải Seoul lần thứ 2                                                | Nữ diễn viên chính xuất sắc nhất (điện ảnh)                   | Herstory                 | Đề cử     | [ 48 ]               |
| 2019 | Giải thưởng nghệ thuật Baeksang lần thứ 55                          | Nữ diễn viên chính xuất sắc nhất (điện ảnh)                   | Herstory                 | Đề cử     | [ 49 ]               |
| 2019 | Chunsa Film Art Awards lần thứ 24                                   | Nữ diễn viên chính xuất sắc nhất                              | Herstory                 | Đề cử     | [ 50 ]               |
| 2020 | Giải thưởng Asia Contents lần thứ 2                                 | Nữ diễn viên chính xuất sắc nhất                              | The World of the Married | Đoạt giải | [ 51 ] [ 52 ]        |
| 2020 | Giải thưởng Văn hóa và Nghệ thuật Đại chúng Hàn Quốc                | Tổng thống khen thưởng                                        | —                        | Đoạt giải | [ 53 ]               |
| 2020 | Giải thưởng nghệ thuật Baeksang lần thứ 56                          | Giải thưởng lớn (Daesang) cho phim truyền hình                | The World of the Married | Đề cử     | [ 54 ]               |
| 2020 | Giải thưởng nghệ thuật Baeksang lần thứ 56                          | Nữ diễn viên chính xuất sắc nhất (truyền hình)                | The World of the Married | Đoạt giải | [ 55 ]               |
| 2020 | Giải thưởng nghệ thuật Baeksang lần thứ 56                          | Nữ diễn viên chính xuất sắc nhất (điện ảnh)                   | Moonlit Winter           | Đề cử     | [ 55 ] [ 56 ]        |
| 2020 | Chunsa Film Art Awards lần thứ 25                                   | Nữ diễn viên chính xuất sắc nhất                              | Moonlit Winter           | Đề cử     | [ 57 ]               |
| 2020 | Giải thưởng điện ảnh Daejong lần thứ 56                             | Nữ diễn viên chính xuất sắc nhất                              | Moonlit Winter           | Đề cử     | [ 58 ]               |
| 2020 | Giải thưởng Điện ảnh Buil lần thứ 29                                | Nữ diễn viên chính xuất sắc nhất                              | Moonlit Winter           | Đề cử     | [ 59 ]               |
| 2020 | Giải thưởng của Hiệp hội Nhà sản xuất phim Hàn Quốc lần thứ 7       | Nữ diễn viên chính xuất sắc nhất                              | Moonlit Winter           | Đoạt giải | [ 60 ]               |
| 2021 | Giải thưởng Ngôi sao APAN lần thứ 7                                 | Giải thưởng lớn (Daesang)                                     | The World of the Married | Đề cử     | [ 61 ]               |
| 2021 | Giải thưởng điện ảnh Rồng Xanh lần thứ 41                           | Nữ diễn viên chính xuất sắc nhất                              | Moonlit Winter           | Đề cử     | [ 62 ] [ 63 ] [ 64 ] |